# Fistularioides
Genre
Espèces de rang inférieur
- † Fistularioides phyllolepis Blot , 1980
- † Fistularioides veronensis Blot , 1980

Fistularioides est un genre fossile de poissons osseux. 

## Classification
Le genre Fistularioides et les deux espèces Fistularioides phyllolepis et Fistularioides veronensis sont décrits par Jacques Blot en 1980
Il appartient à la famille des Fistularioididae (des poissons-flûtes ou aiguillettes de fond proches des Fistulariidae actuels), et à l'ordre des Syngnathiformes,.

### Liste des espèces
- † Fistularioides phyllolepis Blot , 1980[1]
- † Fistularioides veronensis Blot , 1980[1]

### Découverte et datation
Les fossiles parfaitement préservés de ces deux espèces ont été découverts sur le célèbre site paléontologique (Lagerstätte) du Monte Bolca sur la zone dite de « Pesciara », en Vénétie (Italie). Fistularioides a vécu dans les lagons tropicaux de l'océan Téthys, précurseur de la Méditerranée, au cours de l'Éocène inférieur (Yprésien), il y a environ entre 49 et 48,5 Ma (millions d'années),.
L'environnement péri-récifal tropical de l'Éocène du Monte Bolca est sous influence à la fois côtière et de mer ouverte. Dans cet environnement, les fossiles ont été préservés dans des sédiments calcaires laminés, déposés dans une dépression à faible énergie, sous un environnement anoxique.

## Description
Ce sont des poissons de taille moyenne ne dépassant généralement pas 25 centimètres de long. Son corps était extrêmement long, en forme de tube très fin. La tête, tubulaire également, est étroite et longue, avec de petits yeux et un museau extrêmement long se terminant à son extrémité par une petite bouche. Les nageoires dorsale et anale, de forme triangulaire, sont opposées et positionnées plutôt en arrière. La nageoire caudale est fourchue. Ils se rapproche des poissons-fûtes ou aiguillettes de fond tropicaux actuels qui appartiennent à la famille des Fistulariidae.
Un autre poisson de la même famille des Fistularioididae, mais de plus grande taille, Pseudosyngnathus opisthopterus, vivait dans le même environnement péri-récifal de l’Éocène du Monte Bolca.